# Andrea Ferrari
Andrea Ferrari (né à Naples en 1770, mort à Rome en 1849) est un général italien. Il a été le général du corps de volontaires romains pendant la première guerre d'indépendance italienne lors du Risorgimento et de la République romaine.

## Biographie

### Les débuts
Andrea Ferrari rentre jeune au service de l'armée napolitaine, il participe aux mouvements révolutionnaires de 1820 et est obligé de se réfugier à l'étranger en Algérie et en Espagne. 

### La défense de la Vénétie
En 1848 il est chargé par le gouvernement pontifical dirigé par le pape Pie IX de former une légion de volontaires pendant la première guerre d'indépendance italienne contre l'empire d'Autriche.
Le pape envoie 7 500 hommes organisés en quatre régiments: infanterie italienne, régiments suisses, deux régiments de cavalerie, trois batteries de campagne, deux compagnies de génie et une compagnie d'artificiers commandés par le piémontais Giovanni Durando. À Ferrari, son subalterne, est confié le commandement des volontaires.
La petite armée part de Rome le 24 mars 1848, suivie le 26 par Ferrari avec approximativement 2 300 volontaires qui s'accroissent tout le long du voyage et particulièrement à Bologne pour atteindre 12 000 volontaires.  S'ajoutent 1 200 autres volontaires recrutés par Livio Zambeccari. 
Pendant la campagne, Ferrari est souvent en désaccord avec Giovanni Durando. Il se signale par son courage et sa compétence militaire lors de la défense du siège de Venise.

### La défense de Rome
Après son retour à Rome en décembre 1848, il est envoyé comme responsable d'un corps d'observation militaire de la République romaine à Terracina, où il meurt.

## Curiosité
Commandant de la légion des volontaires pontificaux provenant du centre de l'Italie, pour encourager ses propres soldats il promeut l'usage d'une chansonnette qui est répétée même pendant les combats et dont les paroles sont:

« Blancs et rouges, couleur de tomates

mort à Radesky, et vive Pie IX

taisez-vous, silence, la ronde passe

taisez-vous, silence et qui va là

vive Charles-Albert le garde national. »

## Sources
- (it) Cet article est partiellement ou en totalité issu de l’article de Wikipédia en italien intitulé « Andrea Ferrari » (voir la liste des auteurs).